# غريغ ميلس
غريغ ميلس (بالإنجليزية: Greg Mills)‏ هو أكاديمي جنوب أفريقي، ولد في 9 مايو 1962 في كيب تاون في جنوب أفريقيا.